# Cerkiew Opieki Bogurodzicy w Miroli
Cerkiew Opieki Bogurodzicy w Miroli – drewniana greckokatolicka cerkiew filialna zbudowana w 1770 w Miroli.
Należy do parafii w Hunkovcach, dekanatu Svidník w archieparchii preszowskiej Kościoła katolickiego obrządku bizantyjsko-słowackiego. Od 1968 posiada status Narodowego Zabytku Kultury (słow. Národná kultúrna pamiatka).

## Historia
Cerkiew została wzniesiona w 1770 r. na miejscu starszej świątyni, pochodzącej z końca XVII w. Była remontowana po 1945 i w latach 90. XX w.

## Architektura i wyposażenie
Jest to budowla drewniana konstrukcji zrębowej, orientowana, dwudzielna. Zamknięte prostokątnie prezbiterium mniejsze od nawy. Wieża konstrukcji słupowo-ramowej o pochyłych ścianach, oszalowana (w dolnej części gontem, w górnej deskami), nakryta dachem hełmowym zwieńczonym banią z żelaznym krzyżem. nad nawą i prezbiterium dachy łamane, kryte gontem, zwieńczone baniastymi hełmami ze ślepymi latarniami i kutymi krzyżami. Ściany częściowo z półokrąglaków, szalowane od zewnątrz deskami. W południowej ścianie nawy bliźniacze okno ujęte w rzeźbione w rozety drewniane obramienie.

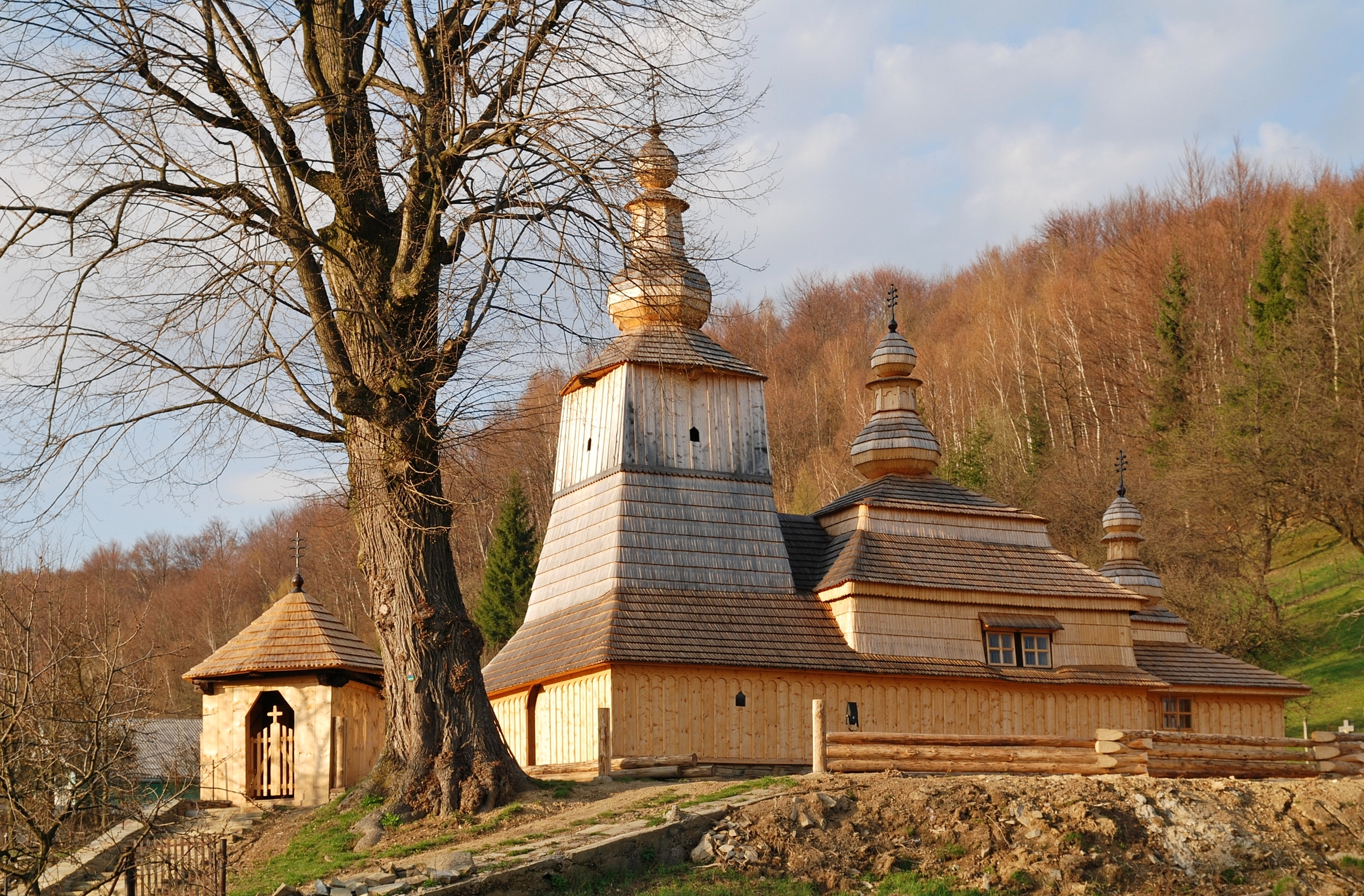
Widok od strony południowej
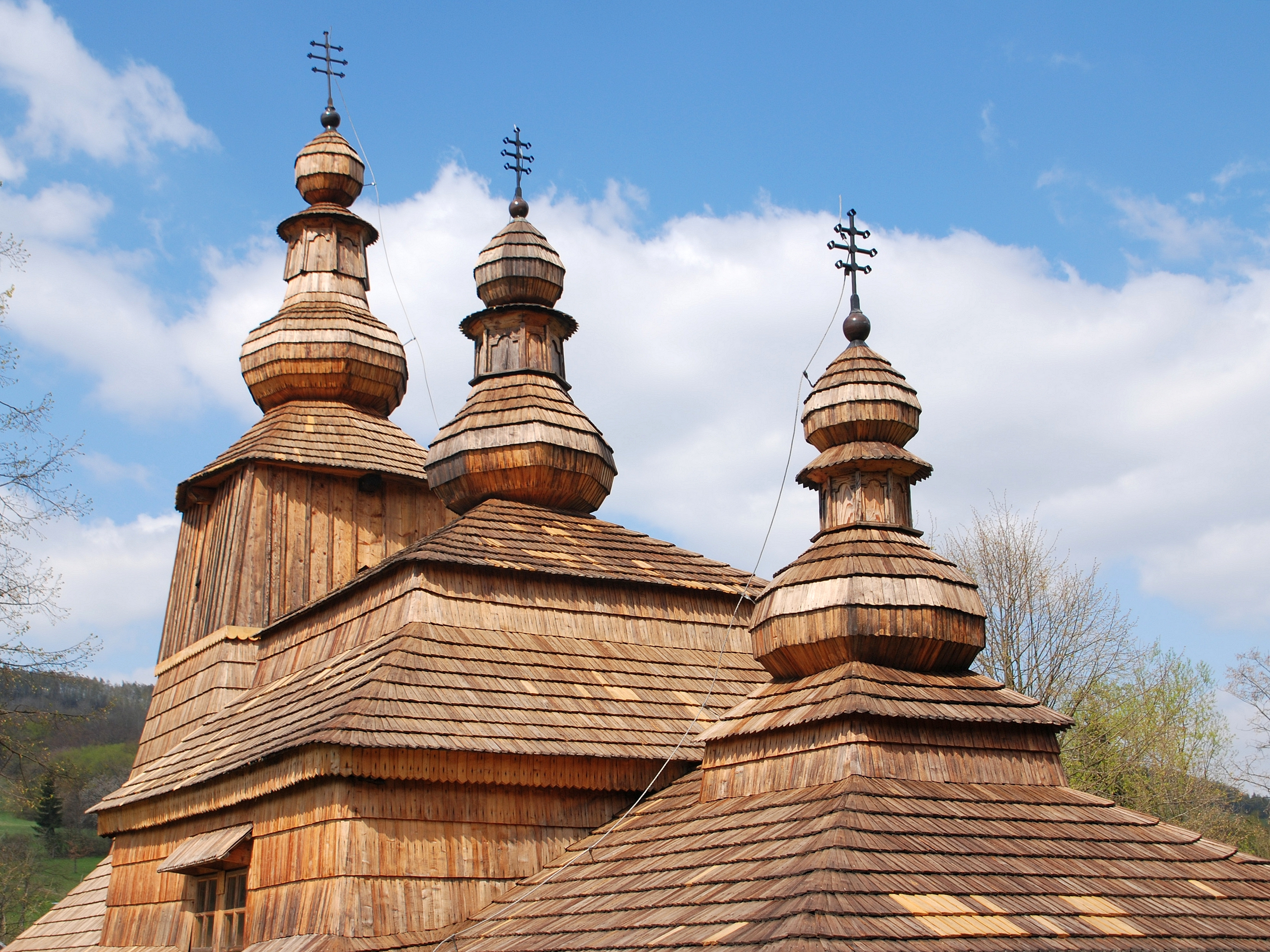
Kopuły
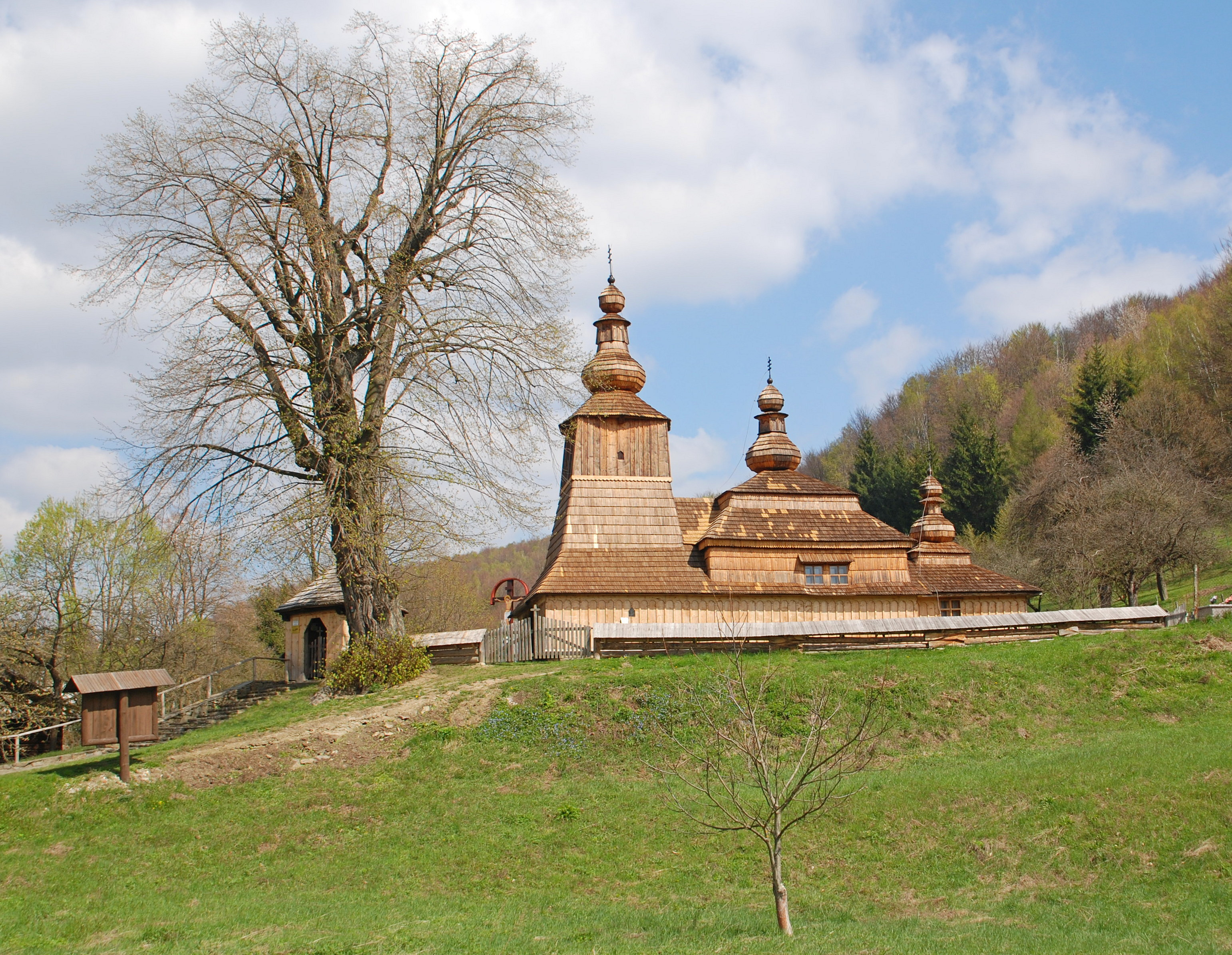
Widok ogólny

Wewnątrz stropy w nawie i prezbiterium w postaci kopuł namiotowych. W prezbiterium ołtarz główny z obrazem Chrystusa upadającego pod krzyżem z XIX w. i ołtarzyk boczny z barokową płaskorzeźbą Ukrzyżowania. W nawie ikonostas późnobarokowy z końca XVIII w., z kilkoma starszymi ikonami z przedstawieniami postaci biblijnych w otoczeniu pasterzy i kobiet w strojach ludowych. Na ścianach wiele cennych ikon jak: Zaśnięcie Bogurodzicy, Podniesienie Krzyża Świętego, Matka Boża z Dzieciątkiem Jezus w typie Hodegetria i Narodzenie Bogurodzicy z XVII w., Michał Archanioł z XVIII w., św. Paraskewa, Mandylion oraz malowany na południowej ścianie nawy krzyż procesyjny.

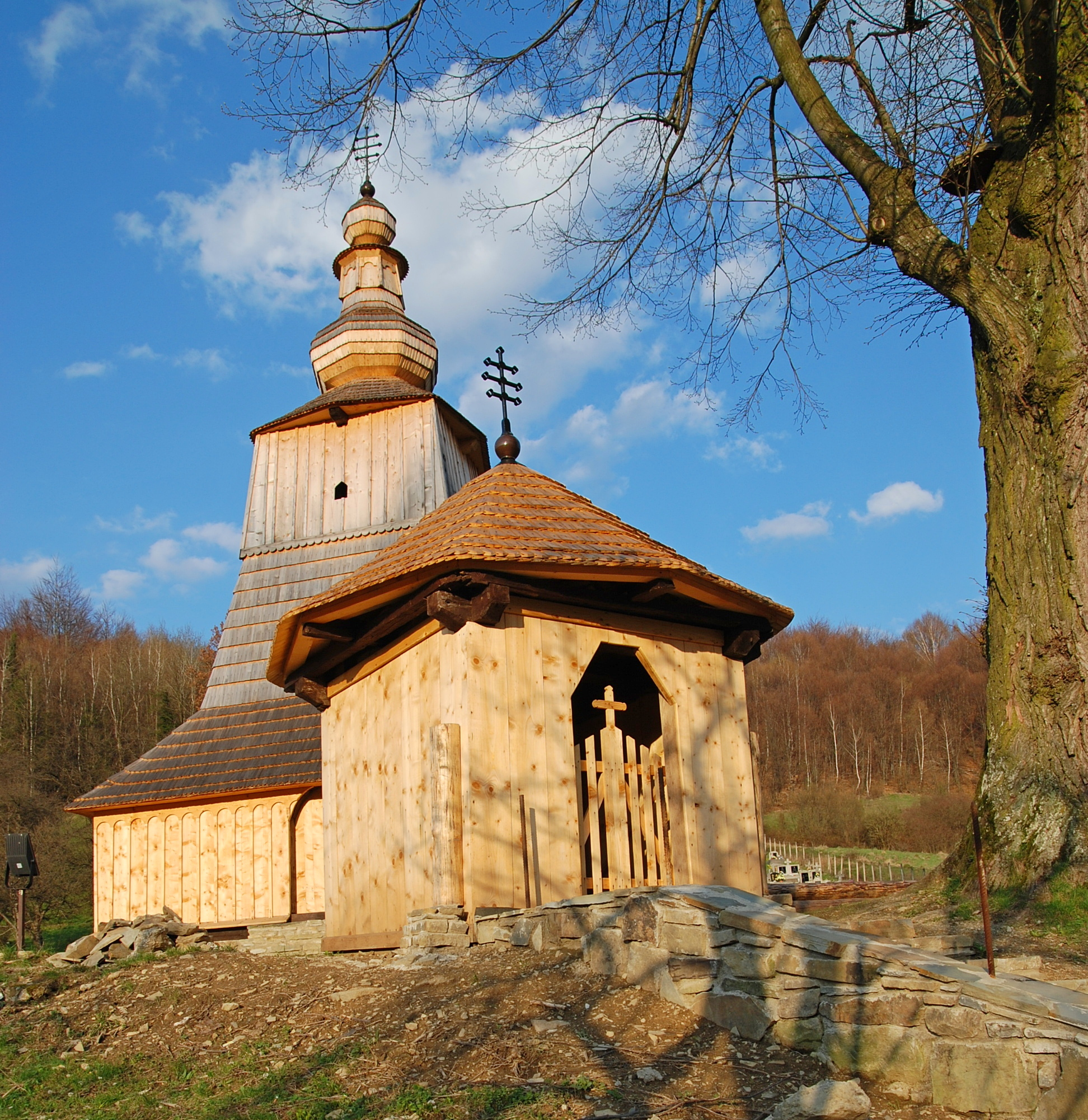
Elewacja frontowa z bramą
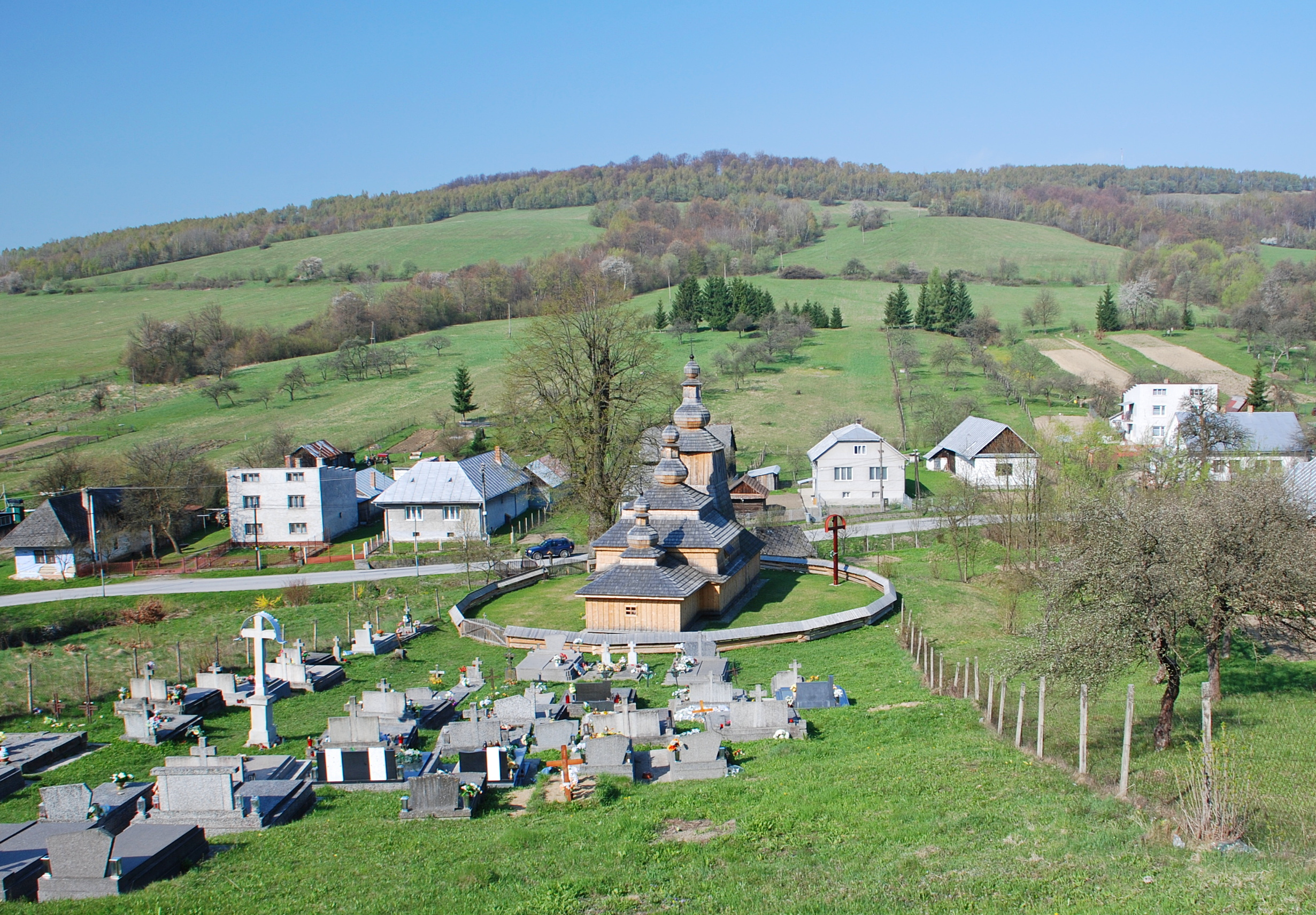
Na tle okolicy
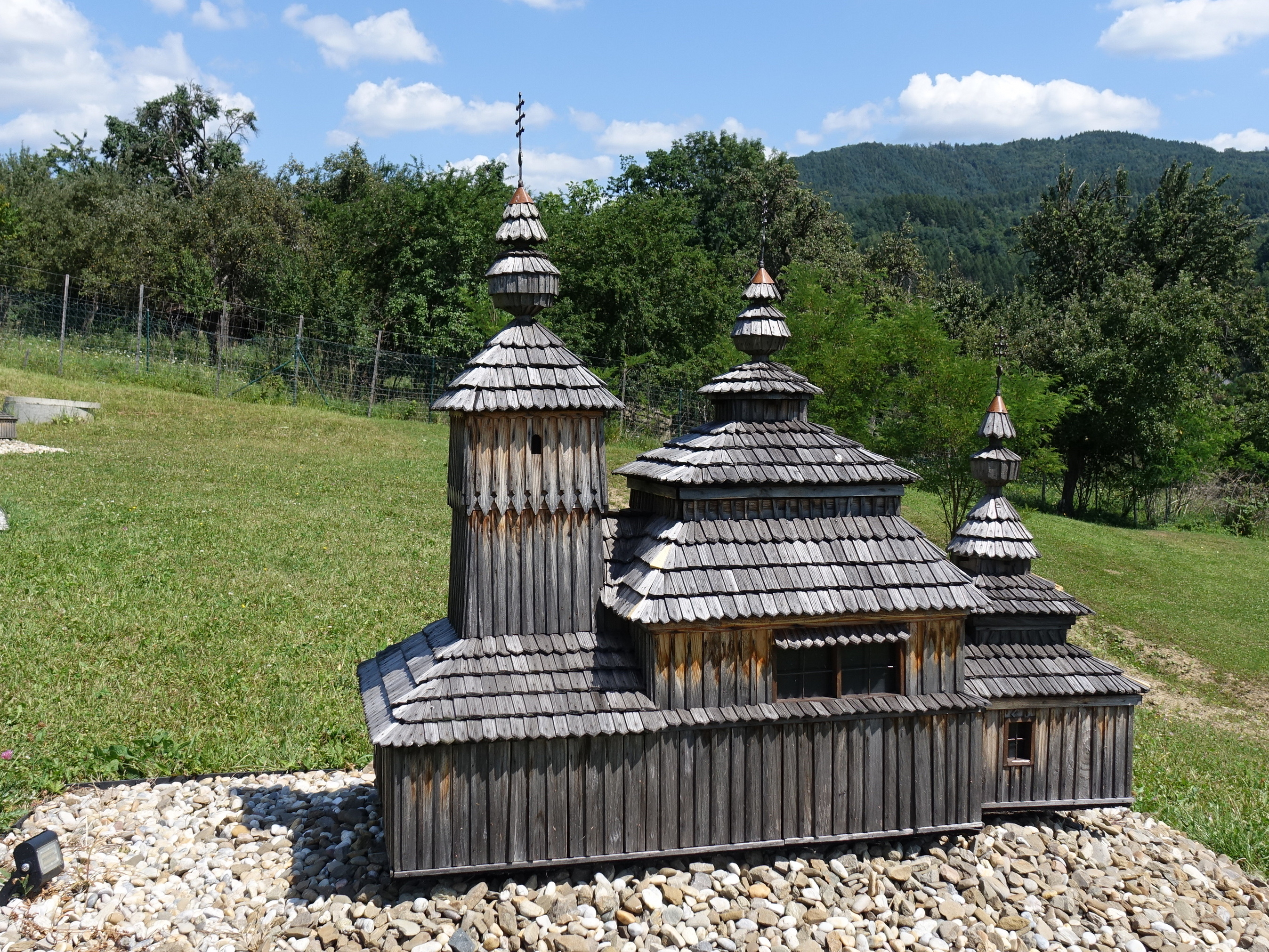
Replika w miniskansenie Ľutina

## Otoczenie
Wokół cerkwi drewniane ogrodzenie z bramą, przykryte gontowym daszkiem. Brama zbudowana na planie kwadratu i kryta ośmiobocznym, gontowym dachem namiotowym.